# Tribute to Masami Okui 〜Buddy〜
『Tribute to Masami Okui 〜Buddy〜』（トリビュー トゥー マサミ オクイ バディ）は、奥井雅美のトリビュート・アルバムである。2008年6月25日にevolutionから発売された。

## 概要
- 奥井雅美のデビュー15周年を記念して制作されたアルバムである。
- 参加歌手は、栗林みな実、茅原実里、美郷あき、遠藤正明、石田燿子、Suara、近江知永、桃井はるこ、影山ヒロノブ、米倉千尋の10名で、それぞれのコメントも掲載されている。

## 収録曲
1. TRUST [4:24]
歌：栗林みな実
作詞・作曲：奥井雅美 / 編曲：鈴木Daichi秀行
2. 輪舞-revolution [5:13]
歌：茅原実里
作詞：奥井雅美 / 作曲：矢吹俊郎 / 編曲：藤田淳平（Elements Garden）
3. 情熱 [5:23]
歌：美郷あき
作詞・作曲：奥井雅美 / 編曲：山本英武
4. INTRODUCTION [4:46]
歌：遠藤正明
作詞：奥井雅美 / 作曲：Ikuo / 編曲：鍋嶋圭一、三宅博文
5. Olive [4:51]
歌：石田燿子
作詞・作曲：奥井雅美 / 編曲：鈴木Daichi秀行
6. いいわけ [4:44]
歌：Suara
作詞・作曲：奥井雅美 / 編曲：衣笠道雄
7. 乙女心無限 [4:34]
歌：近江知永
作詞・作曲：奥井雅美 / 編曲：鈴木Daichi秀行
8. 恋しましょ ねばりましょ [4:22]
歌：桃井はるこ
作詞：奥井雅美 / 作曲：矢吹俊郎 / 編曲：Haraddy
9. ワスレグサ [5:30]
歌：影山ヒロノブ
作詞・作曲：奥井雅美 / 編曲：井上俊次、栗山善親
10. HAPPY PLACE [4:23]
歌：米倉千尋
作詞・作曲：奥井雅美 / 編曲：高山和芽